# Вайскайсель
Вайскайсель или Ву́скидж (нем. Weißkeißel; в.-луж. Wuskidź) — община и одноимённый населённый пункт в Германии, в земле Саксония. Подчиняется административному округу Дрезден. Входит в состав района Гёрлиц. Подчиняется управлению Вайсвассер. Население составляет 1352 человека (на 31 декабря 2010 года). Занимает площадь 50,42 км².
Коммуна подразделяется на 3 сельских округа:
- Брезина (Брезына)
- Каупен (Купелнь)
- Хайде (Гола)

Входит в состав культурно-территориальной автономии «Лужицкая поселенческая область», на территории которой действуют законодательные акты земель Саксонии и Бранденбурга, содействующие сохранению лужицких языков и культуры лужичан. Официальным языком в населённом пункте, помимо немецкого, является лужицкий.